# Röplabda az 1964. évi nyári olimpiai játékokon
Az 1964. évi nyári olimpiai játékokon a röplabdatornákat október 11. és 23. között rendezték. A röplabda az újkori olimpiák történetében először került a hivatalos programba.
A magyar férfi röplabda-válogatott hatodik helyezést ért el.

## Éremtáblázat
(A rendező ország csapata eltérő háttérszínnel, az egyes számoszlopok legmagasabb értéke, vagy értékei vastagítással kiemelve.)
| Az 1964. évi nyári olimpiai játékok éremtáblázata röplabdában | Az 1964. évi nyári olimpiai játékok éremtáblázata röplabdában | Az 1964. évi nyári olimpiai játékok éremtáblázata röplabdában | Az 1964. évi nyári olimpiai játékok éremtáblázata röplabdában | Az 1964. évi nyári olimpiai játékok éremtáblázata röplabdában | Olimpia  |
| ------------------------------------------------------------- | ------------------------------------------------------------- | ------------------------------------------------------------- | ------------------------------------------------------------- | ------------------------------------------------------------- | -------- |
|                                                               | Ország                                                        | Arany                                                         | Ezüst                                                         | Bronz                                                         | Összesen |
| 1.                                                            | Szovjetunió (URS)                                             | 1                                                             | 1                                                             | 0                                                             | 2        |
| 2.                                                            | Japán (JPN)                                                   | 1                                                             | 0                                                             | 1                                                             | 2        |
|                                                               |                                                               |                                                               |                                                               |                                                               |          |
| 3.                                                            | Csehszlovákia (TCH)                                           | 0                                                             | 1                                                             | 0                                                             | 1        |
|                                                               |                                                               |                                                               |                                                               |                                                               |          |
| 4.                                                            | Lengyelország (POL)                                           | 0                                                             | 0                                                             | 1                                                             | 1        |
|                                                               |                                                               |                                                               |                                                               |                                                               |          |
| Összesen                                                      | Összesen                                                      | 2                                                             | 2                                                             | 2                                                             | 6        |

## Érmesek

### Férfi torna
| Az 1964. évi nyári olimpiai játékok érmesei férfi röplabdában | Az 1964. évi nyári olimpiai játékok érmesei férfi röplabdában                                                                                            | Az 1964. évi nyári olimpiai játékok érmesei férfi röplabdában | Az 1964. évi nyári olimpiai játékok érmesei férfi röplabdában |
| --- | --- | --- | ------------------------------------------------------------- |
| Arany | Ezüst | Bronz |                                                               |
| Szovjetunió (URS) | Csehszlovákia (TCH) | Japán (JPN) |                                                               |
| Jurij Csesznokov Jurij Vengerovszkij Eduard Szibirjakov Dmitrij Voszkobojnyikov Vazsa Kacsarava Sztanyiszlav Ljugajlo Vitalij Kovalenko Jurij Pojarkov Ivans Bugajenkovs Nyikolaj Burobin Valerij Kalacsihin Georgij Mondzolevszkij | Václav Šmídl Josef Šorm Zdeněk Humhal Josef Labuda Josef Musil Petr Kop Milan Čuda Karel Paulus Bohumil Golián Boris Perušič Pavel Schenk Ladislav Toman | Kojama Cutomu Szató Jaszutaka Demacsi Jutaka Nakamura Júzo Nekoda Kacutosi Minami Maszajuki Ikeda Naohiro Szugavara Szadatosi Tokutomi Takesi Morijama Teruhisza Higucsi Tokihiko Koszedo Tosiaki |                                                               |

### Női torna
| Az 1964. évi nyári olimpiai játékok érmesei női röplabdában | Az 1964. évi nyári olimpiai játékok érmesei női röplabdában | Az 1964. évi nyári olimpiai játékok érmesei női röplabdában | Az 1964. évi nyári olimpiai játékok érmesei női röplabdában |
| --- | --- | --- | ----------------------------------------------------------- |
| Arany | Ezüst | Bronz |                                                             |
| Japán (JPN) | Szovjetunió (URS) | Lengyelország (POL) |                                                             |
| Sibuki Ajano Mijamoto Emiko Sinozaki Jóko Macumura Josiko Fudzsimoto Júko Handa Juriko Macumura Kacumi Tanida Kinuko Kaszai Maszae Kondó Maszako Iszobe Szata Szaszaki Szecuko | Antonyina Rizsova Astra Biltauere Nyinyel Lukanyina Ljudmila Buldakova Nyelli Abramova Tamara Tyihonyina Valentyina Kamenek-Vinogradova Inna Riszkal Marita Katuseva Tatyjana Roscsina Valentyina Misak Ljudmila Gurejeva | Krystyna Czajkowska-Rawska Józefa Ledwig Marianna Golimowska Jadwiga Rutkowska Danuta Kordaczuk Krystyna Jakubowska Jadwiga Marko-Książek Maria Śliwka Zofia Szczęśniewska Krystyna Krupa Hanna Krystyna Busz Barbara Hermela-Niemczyk |                                                             |